# 見知らぬ女
『見知らぬ女』あるいは『忘れえぬ女』（ロシア語: Неизвестная 、あるいは、Незнакомка：英語: The Unknown Woman、An Unknown Lady、Stranger）は、ロシアの画家イワン・クラムスコイの作品。モデルはさだかではないが、そこに描かれた女性は「しずかなたたずまいとまっすぐな瞳」をそなえている 。いまやロシアで最も有名な作品のひとつであるが、発表当時は高慢でふしだらな女性を描いたものだとして多くの批判を浴びており、今日の評価はひとえに人々の芸術観が変化したことによるものである。
フレデリック・アンドレセンは、この女性がトルストイの小説「アンナ・カレーニナ」の女主人公に触発されたものである可能性を指摘している。同書が出版されたのは「見知らぬ女」が描かれる10年ほど前であり、実際にこの絵をカバーに採った版がいくつか存在する。トレチャコフ美術館に展示されているものの他に、やはり1883年のものとされる初期のヴァージョンがキール（ドイツ）のアートセンターに収められている。
「見知らぬ女」は絵画の歴史における肖像画の諸様式をまぜあわせて描かれている。雪景色を背負った若い女性は、誇らしげであり高慢そうにみえる。目鼻立ちは整っているが、絶世の美女というわけではない。その人となりは彼女の印象的なくちびる、物憂げな眼、濃いまつげといった表現によって露わになっている。まとっているのははやりの黒い毛皮のコートと帽子、薄い革手袋であり、サンクトペテルブルクのアニチコフ橋に馬車をとめている 。彼女がいったい何者であるのかは美術史家たちも明らかにすることができないままだ。クラムスコイは題に「見知らぬ女」とだけつけ、手紙や日記などでモデルについて言及することはしなかった。それが人々の好奇心をくすぐり、この絵画にほとんど不可解なほどの高い評価をあたえているのである 。
クラムスコイがこの絵を描いたのは晩年になってからである。彼の仕事ははじめから美術界の傍流におけるいわば反抗的なものであり、ロシアの美術アカデミーから追放されるまでに時間はかからなかった。しかし1883年ごろにはその名がよく知られるようになり、アレクサンドル3世といった最高のパトロンのもとで、その肖像画を描くまでになっている。そしてまたクラムスコイは、移動派の創設者であり指導者という顔ももっていた。しかし、「見知らぬ女」が初めて発表されたときのセンセーショナルな評判は、作品の審美的な側面によるものというより、そこに描きこまれた主題と関わっていた。この「見知らぬ女」は娼婦であると決めつけられ、無数の批判を浴びた。「馬車にのったコケット」の絵だと言う評者がいれば、「全身をビロードと毛皮でつつみ、華美な馬車の上から冷笑的で、訴えかけるようなまなざしをこちらに向ける、挑発的なまでに美しい女。路上で売りさばいた貞操の対価を装いとして身にまとう卑しい女を野放しにするような大都市の残りかすではないか」とまで言うものもいた。クラムスコイ自身はこう言っている。「いったいどんな女性なのかわからないと言う人もいます。慎ましやかなのか、それとも自分を売り物にしているのか。しかし彼女のうちには、あらゆるものがある」。パーヴェル・トレチャコフでさえ、はじめはこの作品を自身のコレクションに加えることをこばんでいたが、「見知らぬ女」の人気はすぐに不動のものとなっていった。クラムスコイに続く若きアーティストたちの間で、美しき罪というテーマが一般的なものとなったことも、その理由のひとつに挙げられる。「ただならぬ輝きを放ち、濃密に塗りこめられていながら、柔らかさがある。クラムスコイがその卓越した色彩感覚を存分にふるおうとしていることは明らかだ」。2008年、グッゲンハイム美術館のキュレーター、ヴァレリー・ヒリングスはこう証言している。「じっさい『アンナ・カレーニナ』のような女としてみる人間は多い。彼女はそういったたぐいの特別な感情をいだかせる、特別なロシア人女性なのです」。